# Cywiny-Dynguny
Cywiny-Dynguny – wieś sołecka w Polsce położona w województwie mazowieckim, w powiecie płońskim, w gminie Baboszewo.
W latach 1954–1959 wieś należała i była siedzibą władz gromady Cywiny-Dynguny, po jej zniesieniu w gromadzie Kaczorowy. W latach 1975–1998 miejscowość administracyjnie należała do województwa ciechanowskiego.
Wierni Kościoła rzymskokatolickiego należą do parafii św. Małgorzaty w Gralewie.